# Geschichtszentrum und Museum Mühldorf a. Inn

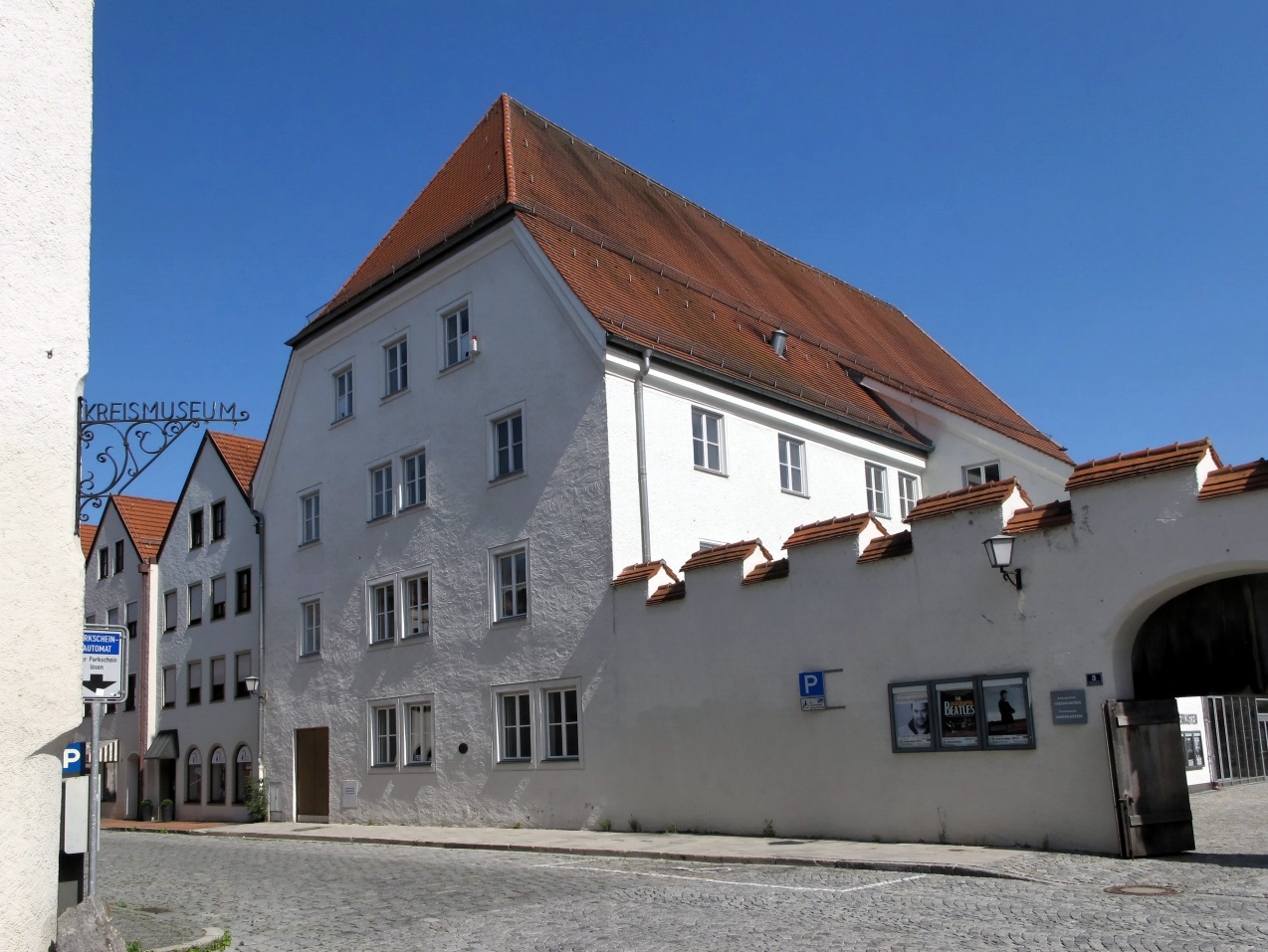
Museum Mühldorf a. Inn im Haberkasten

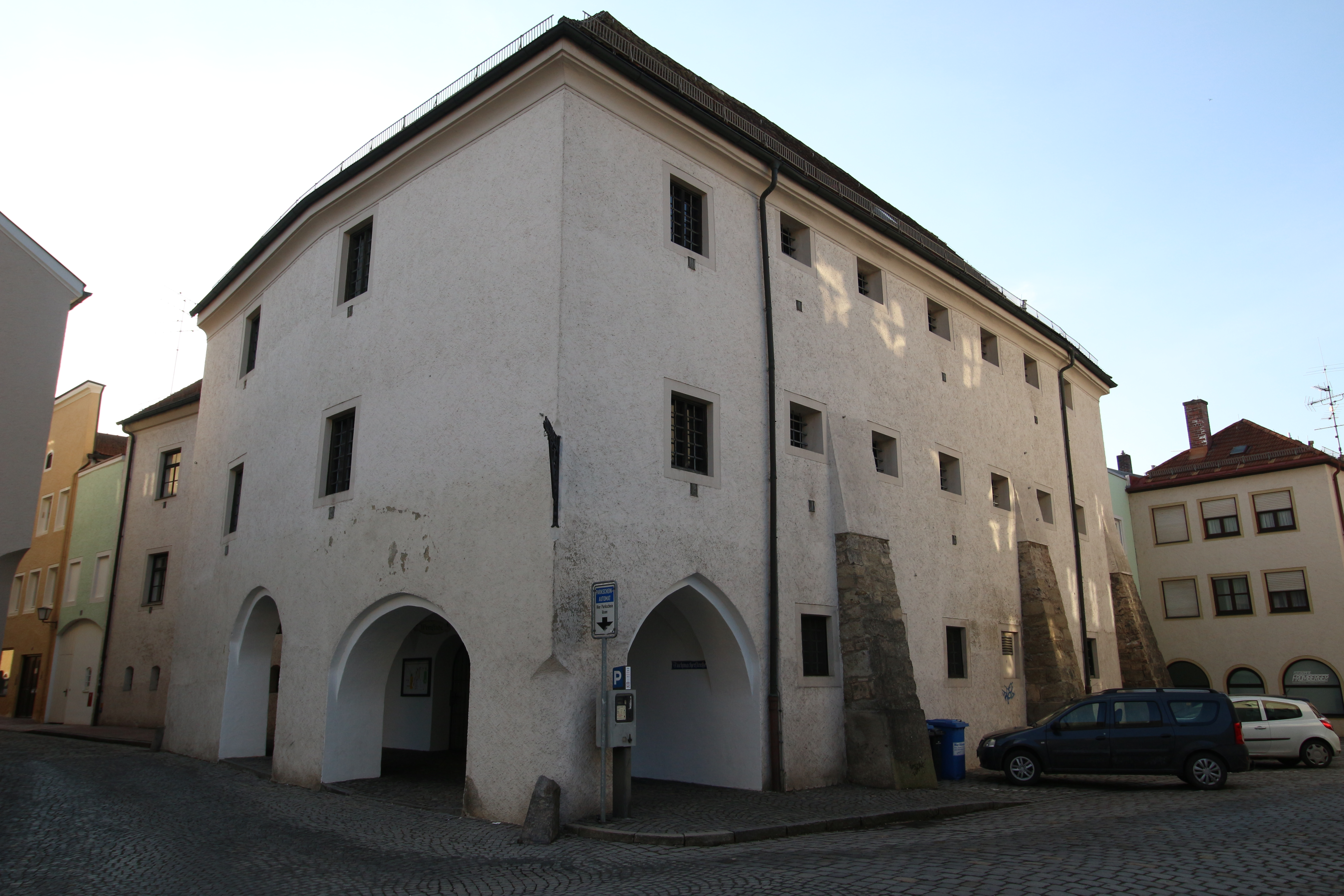
Museum Mühldorf a. Inn im Lodronhaus

Das Geschichtszentrum und Museum Mühldorf a. Inn (ehemals Kreismuseum Mühldorf) ist ein Heimatmuseum für den Landkreis Mühldorf am Inn. Das Museum verfügt hat 2015 zwei Standorte in der Stadt Mühldorf am Inn, das Haupthaus ist das Lodronhaus in der Tuchmacherstraße 7, der zweite Teil der Dauerausstellung befindet sich im Haberkasten.

## Geschichte
Das Geschichtszentrum und Museum Mühldorf a. Inn befindet sich in der Altstadt von Mühldorf am Inn. Es ist in zwei Gebäude aufgeteilt. Ein Gebäude – das sogenannte Lodronhaus – wurde bereits im Jahr 1638 vom Salzburger Erzbischof Paris Graf von Lodron zu einem Getreide- und Vorratskasten für das Kollegialstift St. Nikolaus ausgebaut. Am 2. Dezember 1802 wurde Mühldorf in das Kurfürstentum Bayern eingegliedert. Die Säkularisation führte zur Aufhebung des Kollegiatstifts. Dadurch wurden auch alle Gebäude der Stadt, die zu diesem gehörten, versteigert. Der Lodronkasten blieb in Besitz des Staates und wurde 1813 zu einer Fronfeste ausgebaut und wurde hierfür bis 1967 genutzt.
Das Gebäude wurde im Zweiten Weltkrieg beschädigt, man konnte aber viel von der ursprünglichen Architektur bewahren.
Der Landkreis erwarb das Gebäude im Jahr 1970, und es wurde mit dem Umbau für ein Museum begonnen. Am 5. Juni 1974 wurde der „Verein zur Förderung des Heimatmuseums und der Heimatpflege im Landkreis Mühldorf“ gegründet, um zu gewähren, dass das Museum eine ständige Betreuung erfährt.
Die Ursprünge des Museums reichen bis in das 19. Jahrhundert zurück. Im Jahr 1885 hat der Historische Verein von Oberbayern sein jährliches Stiftungsfest in Mühldorf abgehalten. Herr Finsterwald, war an der Vorbereitung dieses Treffens maßgeblich beteiligt und trat in den Verein ein, dadurch wurde er zum „Mandatar“ bestimmt, also dem örtlichen Beauftragten und Vertreter. Der erste Hinweis auf einen museumswürdigen Gegenstand stammt ebenfalls aus dem Jahr 1885: Hierbei handelte es sich um eine salzburgische Fahne aus dem 18. Jahrhundert, welche in der Magistrats-Registratur aufbewahrt wurde und somit die Keimzelle des künftigen Museums bildete. Am 21. Juli 1890 wurde dem Verein in Mühldorf ein Kasten zur Aufbewahrung der geschichtlichen bedeutsamen Objekte überlassen. Dieser Schrank war mit der Zeit überfüllt, weshalb die Gegenstände dann einfach daneben gestellt wurden. Dies markiert den Beginn der Sammlung, welche aber schädlich für die Gegenstände war. In der Tagespresse aus dem Jahr 1908 ist zu lesen: „Endlich, nach langem Zwicken und Drücken, Schieben und Stoßen ist es soweit gekommen, dass unsere Stadt das anzustreben bereit ist, was kleine Städte schon lange haben – die Errichtung eines historischen Museums. Mühldorf hatte zwar schon lange ein historisches Museum, aber – fragt mich nur nicht, welches! Verstaubt, verrostet, von Würmern zerfressen liegen die von manchen oft mit vieler Mühe eroberten Funde kunterbunt durcheinander, und kein Mensch kümmert sich um diesen Wirrwarr, der beste Ausdruck hierfür wäre vielleicht ‚Altertums-Geraffel‘.“ Somit sollte die Stadt eine Sammlung von historisch wertvollen Gegenständen erhalten, welche im Stadtturm untergebracht wurden. Gestaltet wurde dieses erste Museum von Karl Wenninger und Martin Leiseder. Es wurden die Einwohner Mühldorfs gebeten, Gegenstände an das Museum zu spenden.

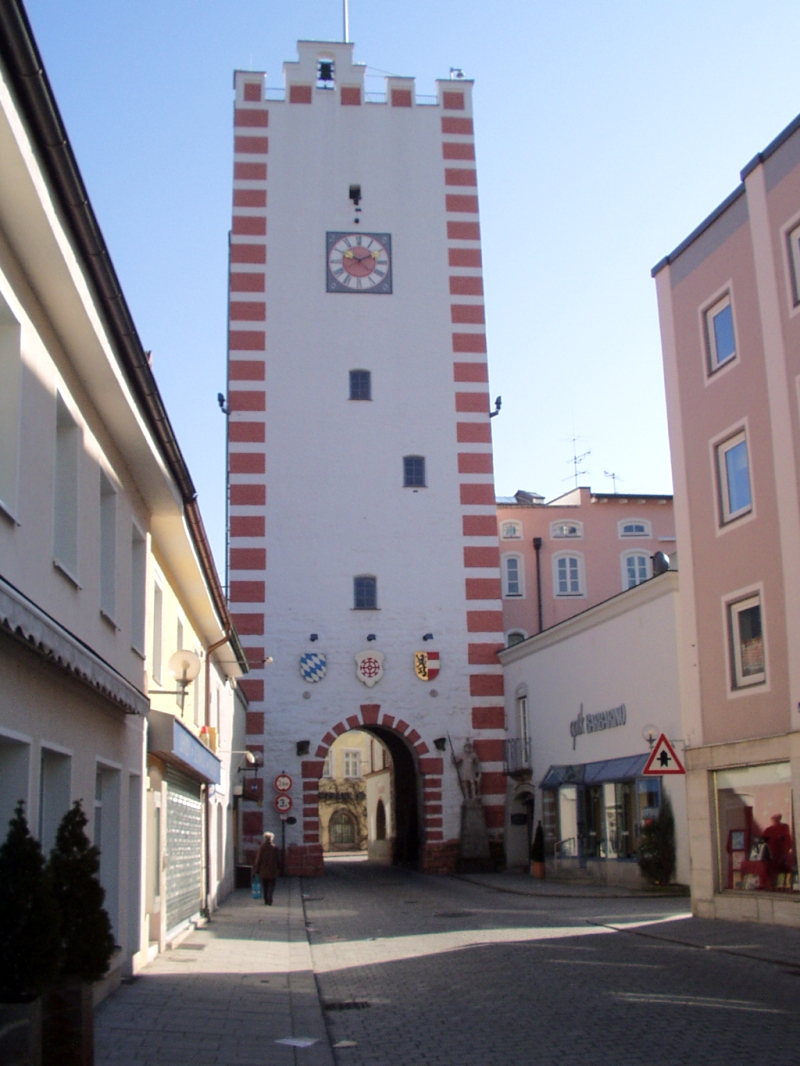
Nagelschmiedturm, in dem von 1908 bis 1970 das Museum untergebracht war.

Das Museum Mühldorf wurde am 11. Oktober 1908 eröffnet und befand sich im Nagelschmiedturm in Mühldorf am Inn.
Ende der 1920er Jahre übernahm der Heimatbund die Betreuung des Museums. Dadurch wurde das Stadtmuseum zu einem Kreismuseum.
Am 24. Juli 1970 erwarb der Landkreis Mühldorf das Gebäude in der Tuchmacherstraße 7 vom Staat. Sofort wurde mit dem Umbau begonnen, um Räumlichkeiten für ein Museum geschaffen. Die Sammlung zog dann aus dem Nagelschmiedturm in das sog. Lodronhaus um. Am 5. Juni 1974 wurde der „Verein zur Förderung des Heimatmuseums und der Heimatpflege im Landkreis Mühldorf“ gegründet. Dieser sollte sicherstellen, dass das Museum regelmäßig betreut wird.

## Bestände und Ausstellungen
Das Geschichtszentrum und Museum Mühldorf a. Inn hat ca. 30.000 Objekte in seinem Depot. Hierbei handelt es sich um Exponate aus prähistorischer Zeit, wie die Überreste eines Urelefanten, bis hin zu den Fläschchen der ersten Corona-Impflieferungen des Landkreises Mühldorf. Dieses breite Spektrum an Objekten vermittelt den Besuchern einen umfassenden Einblick in die Geschichte der Region.
Des Weiteren ist seit 2015 im zweiten Haus die Dauerausstellung „Alltag, Rüstung und Vernichtung. Der Landkreis Mühldorf im Nationalsozialismus“ installiert. Hier wird die nationalsozialistische Vergangenheit und die des KZ-Außenlagerkomplexes Mühldorf dargestellt.

### Sonderausstellungen seit 2009
| 2009 | Gefängniszelle |
| 2009 | Römer |
| 2009 | Schützen |
| 2010 | Kelten |
| 2010 | Bürgerwehr |
| 2010 | Bajuwaren |
| 2011 | Uli-Stein-Cartoons |
| 2012 | Werke Giovanni Talleris |
| 2012 | Objekte der Mühldorfer Stadtgeschichte                                                                                              |
| 2012 | Aus der Geschichte der Familie Daxenberger und ihrer Vorfahren                                                                      |
| 2012 | Orden – Ehrenzeichen |
| 2013 | Ausstellung anlässlich des Gedenktages für die Opfer des Nationalsozialismus                                                        |
| 2013 | Glauben verbindet |
| 2013 | Perlen, Gold und Heilige |
| 2013 | Leben im Krieg. Der Landkreis Mühldorf im 1. Weltkrieg                                                                              |
| 2014 | Schlacht bei Mühldorf |
| 2015 | Lebensader Inn |
| 2015 | Eröffnung der NS-Ausstellung im Haberkasten                                                                                         |
| 2016 | Der Daxenberger Altar – ein großbürgerliches Andachtsmöbel                                                                          |
| 2017 | Wie kommt das Gemälde an die Wand? Balthasar Mang und seine Zeit – ein Barockmaler aus Mühldorf                                     |
| 2019 | Perlen Gold und heilige Leiber |
| 2020 | Die Kunst eines Zeitzeugen – Zum 100. Geburtstag von Max Mannheimer                                                                 |
| 2020 | Sankt Katharina in neuem Glanz |
| 2021 | Gesammelte Heimat – die Schatzkammer des Landkreises Mühldorf a. Inn                                                                |
| 2022 | „1322 – Ritter, Schlacht und Königswürde“: Sonderausstellung im Haberkasten anlässlich des 700, Jubiläums der Schlacht bei Mühldorf |

## Museumsleiter
Vor dem Umzug in das neue Museumsgebäude war der erste Museumsleiter Alois Oelmaier (* 1890; † 1973), ihm folgte Willy Greiner (* 1897; † 1969).
Der erste Museumsleiter im Lodronhaus war Hans Rudolf Spagl, ihm folgten Ernst Aicher und Susanne Abel. Abel war die erste hauptamtliche Direktorin des Museums, zuvor wurde das Haus ehrenamtlich geführt. Seit Januar 2020 ist Korbinian Engelmann Leiter des Geschichtszentrums und Museums Mühldorf a. Inn.